# Cangola
Cangola é uma cidade e município da província do Uíge, em Angola.
O município tem 3064 km² e cerca de 104 000 habitantes. É limitado a norte pelo município de Sanza Pombo, a leste pelos municípios de Quihuhu e Massango, a sul pelo município de Cuale, e a oeste pelos municípios de Luinga, Tango, Negage e Puri.
O município é constituído pela comuna-sede, correspondente à cidade de Cangola, e pelas comunas de  Bengo e Caiongo.

## Etimologia e história
O nome Cangola advém do título do soba Ma'nkongolo da tribo real dos Quiluanje-Angola.
O relato diz que o rei retirou se junto com a sua família de Calandula e desceu o rio Cauale até o actual Massango atravessando-o. Na outra margem estabelece o seu reino, o Cauale, que manteve-se independente até a chegada dos portugueses.
Da vila com o seu nome Cangola, o soba Marinda, com uma estrutura militar comparada com a da Ginga Ambande, foi o mais destacado na luta contra a ocupação total da região entre Uíge e Malanje. Cangola foi a última região do Uíge a ser anexada ao resto da província, já no ano de 1948.
Pela Lei n.° 14/2024, de 5 de setembro de 2024, tornou-se efetivamente uma cidade e um município. Antes da edição desta legislação, Cangola era a cidade-sede (e também comuna-sede) do município do Alto Cauale.